# Marcha de Sherman hacia el mar
La Marcha de Sherman hacia el Mar (en inglés Sherman's March to the Sea) es el nombre dado a la campaña militar dirigida por el general estadounidense William Tecumseh Sherman con sus tropas del Ejército de la Unión en la guerra civil estadounidense. Esta campaña empezó tras los triunfos de Gettysburg y Vicksburg a mediados de 1863. Las tropas de la Unión tuvieron ocasión de lanzar una gran ofensiva desde el estado de Tennessee hasta Georgia, en el centro mismo del territorio de los Estados Confederados. Después que las tropas de Sherman tomaran Atlanta el 2 de septiembre de 1864, se dispusieron a avanzar por el territorio confederado hasta alcanzar el océano Atlántico, derrotando a las tropas confederadas que pudieran hallar y destruyendo a su paso industrias, ferrocarriles, molinos, canales, almacenes, haciendas, talleres, y prácticamente todo elemento que sirviera para sostener la economía de los estados secesionistas.

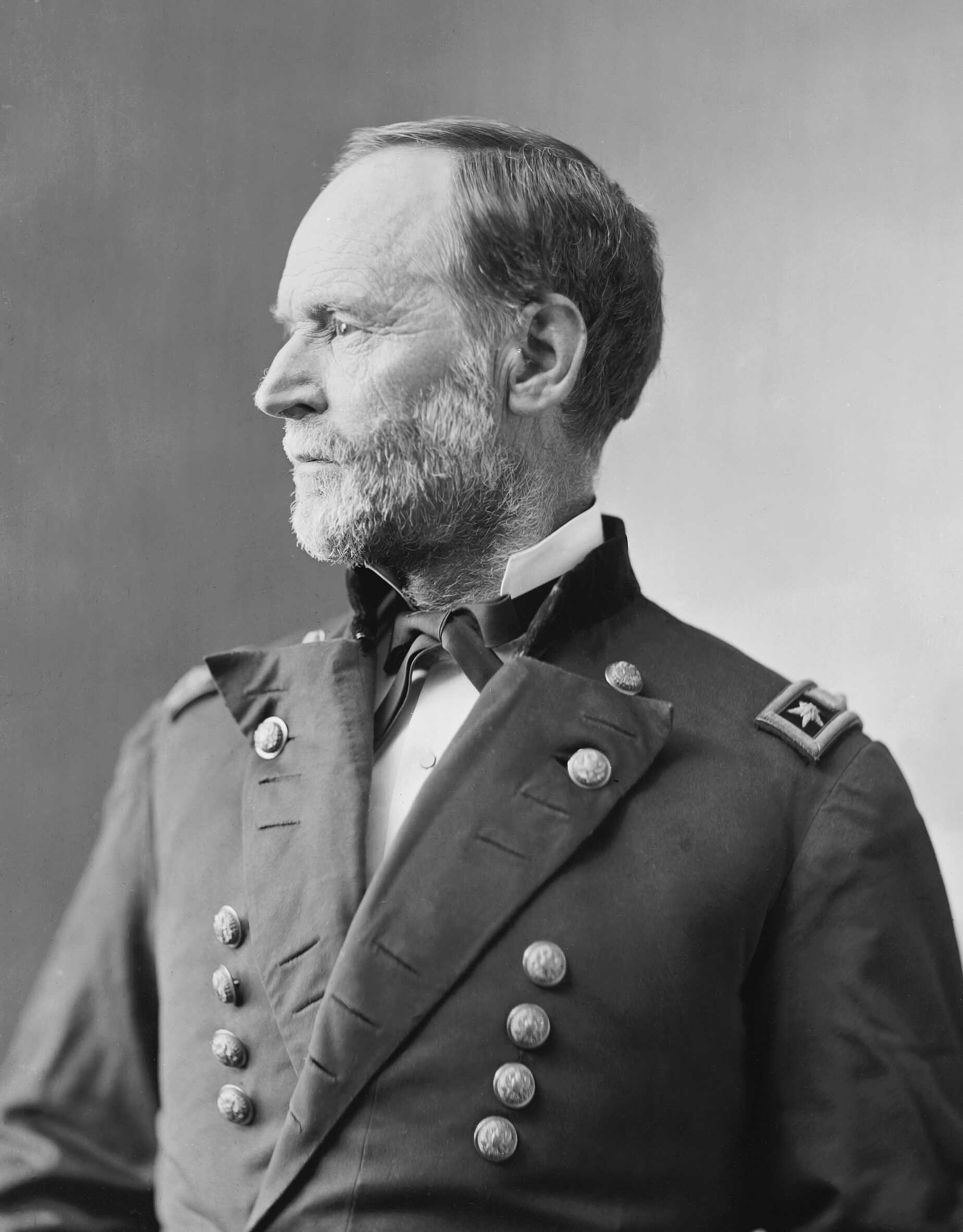
General William T. Sherman durante la Guerra de Secesión

Esta política de Sherman y sus tropas causó un daño muy grave a la industria e infraestructura de la Confederación, causando severas devastaciones mientras las tropas nordistas se internaban en un terreno desconocido, sin líneas de abastecimiento, y con la orden de Sherman de subsistir sobre la base de las cosechas y ganado que pudieran robar o saquear de las fincas y granjas que hallaran a su paso, destruyendo el ganado y cosechas sobrantes.

## Antecedentes
Tanto Sherman como el general Ulysses S. Grant, comandante supremo del ejército nordista, creían que la guerra duraría hasta que fuera destruida la capacidad de los Estados Confederados de América para defenderse. Esto implicaba que era necesario quebrar de manera decisiva la potencialidad económica, estratégica y psicológica del bando confederado mediante una táctica novedosa, eficaz y muy violenta. 
Para esto Sherman aplicó el principio de tierra arrasada, ordenando a sus tropas que durante su marcha por el Sur destruyeran cosechas, matasen todo el ganado posible y consumieran la mayor cantidad de suministros que consiguieran, no limitándose a subsistir de la producción económica del Sur sino además destruyéndola si no podían consumirla, para destruir la economía del enemigo.  
Otra finalidad buscada por Shermán era más estratégica: desde que las tropas unionistas de Grant habían sido detenidas por las fuerzas confederadas del general Robert E. Lee en Petersburg, Virginia, Sherman proyectaba que movilizar sus tropas en la retaguardia de Lee, por los territorios de Georgia, serviría para que el Ejército Confederado desviara fuerzas para rechazar a Sherman y evitaría enviar refuerzos a Virginia.

## Ofensiva nordista

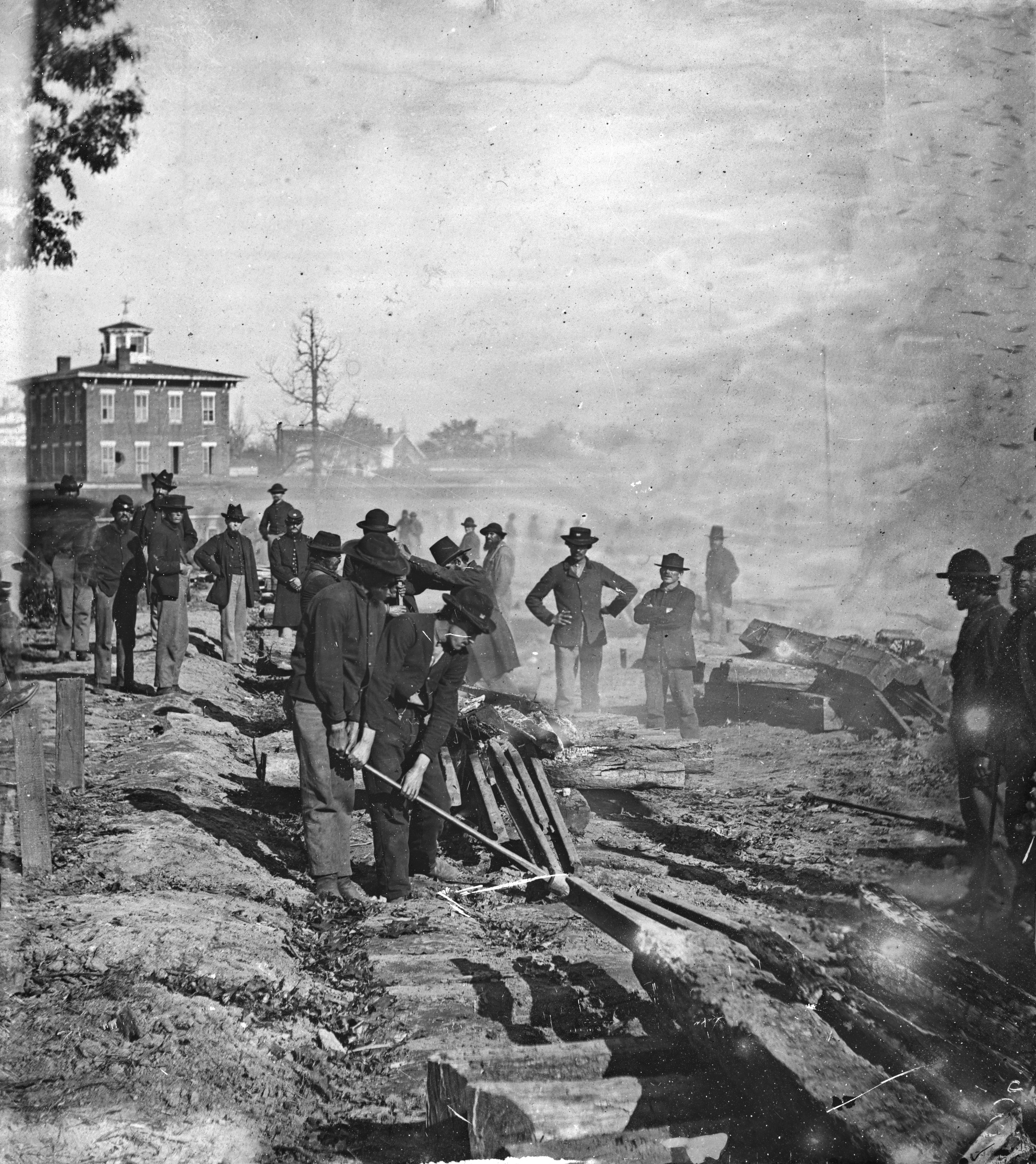
Soldados de la Unión, bajo órdenes del general Sherman, destruyendo un ferrocarril a las afueras de Atlanta en noviembre de 1864.

Aunque el presidente Abraham Lincoln tenía dudas sobre la viabilidad del plan del general Sherman, este había recogido datos de los censos de Estados Unidos previos a la guerra, para determinar qué zonas de Georgia serían más ricas en agricultura y manufacturas, para dirigir hacia allá sus principales fuerzas. En la Marcha hacia el Mar no participaron todas las fuerzas bajo el mando del general Sherman, pero sí se dedicó una tropa numerosa: 55 000 hombres de infantería, 5000 de caballería, y 2000 de artillería con 64 cañones, divididos en dos columnas al mando de los generales Oliver O. Howard y Henry W. Slocum. El 2 de noviembre Sherman recibió un telegrama del general Grant autorizando la marcha y el 15 de noviembre de 1864 las fuerzas nordistas salieron de Atlanta hacia Milledgeville capital de Georgia (1804-1868).
De inmediato las tropas de la Unión iniciaron su destrucción. Manufacturas e industrias fueron destruidas y las cosechas, quemadas. Al hallarse cerca de Atlanta (Hampton) unas vías de ferrocarriles, las tropas de Sherman se dedicaron a inutilizarlas quemando los rieles hasta fundirlos, y luego de ello destruir con picos los durmientes, en otros casos los rieles de la vía férrea eran simplemente calentados para luego retorcerlos sobre sí mismos formando "corbatas" que se apodaron "Sherman´s neckties" o "corbatas de Sherman". Las tropas confederadas encargadas de defender Georgia ascendían a apenas 13 000 hombres: milicias locales de unos 3000 hombres y un cuerpo de caballería con casi 10 000 combatientes, todo al mando del general John B. Hood.
Rápidamente los tropas nordistas se acercaron a Macon (sin tomarla), y destrozaron las conexiones ferroviarias de la zona, así como puentes sobre el río Oconee, y desbandaron a las tropas confederadas que trataron de oponer resistencia. El 22 de noviembre un contingente de caballería confederada trató de atacar la columna unionista del general Howard pero fue repelida con serias bajas, sin poder detener el avance nordista. El 23 de noviembre Milledgeville cayó en poder de las tropas del Norte. Poco después el avance seguía, tomando Sandersville y Ball´s Ferry (condado de Wilkinson) hasta el 28 de noviembre con un resultado de devastación en toda la zona; para entonces las tropas confederadas pudieron apreciar, alarmadas, que el objetivo final de Sherman era alcanzar el mar.
Nuevas escaramuzas siguieron el 28 de noviembre en Waynesboro, donde las fuerzas unionistas desbarataron otra contraofensiva confederada, y tras un nuevo avance seguido de gran devastación a su paso, el 10 de diciembre las tropas de Sherman estaban ya en las afueras de Savannah, el puerto de Georgia sobre el Océano Atlántico. El comandante confederado local, el general William J. Hardee, ordenó a sus 10 000 hombres inundar los campos de cultivo que rodeaban Savannah en un intento supremo de evitar la caída del puerto en manos nordistas. Pese a esto, el 13 de diciembre las tropas unionistas capturaron por asalto el baluarte de Fort McAllister (Midway) en 15 minutos y cortaron el aprovisionamiento de Savannah, enlazando además con los buques de la marina de guerra unionista que así ayudaron a cercar el puerto.
El 17 de diciembre Sherman requirió a Hardee la rendición de Savannah, alegando que la resistencia sería inútil. Hardee declinó responder, prefiriendo ejecutar una arriesgada evacuación de sus tropas a través del río Savannah, en dirección a Carolina del Sur. El día 20 de diciembre los soldados confederados que no pudieron huir se rindieron y Savannah fue ocupada el mismo día, acabando de hecho la Marcha hacia el Mar.

## Consecuencias
Tras la caída de Savannah, Sherman y sus hombres lanzaron incursiones en Carolina del Sur, complicando aún más la posición estratégica de los confederados. La Marcha hacia el Mar había recorrido cerca de 400 kilómetros, había destrozado 480 kilómetros de ferrocarriles (tanto principales como rutas secundarias), así como numerosos puentes y líneas de telégrafos, incomunicando a las Carolinas y Virginia respecto de los demás estados aún leales a la Confederación (Alabama, Misisipi, Luisiana, Florida y Texas). Los soldados de la Unión había confiscado 13 000 cabezas de ganado, 5000 caballos, 4000 mulas, nueve millones y medio de libras de maíz y diez millones y medio de libras de carne, además de destrozar ingenios algodoneros, talleres, molinos, y factorías de todo tipo.
Aun cuando Sherman había ordenado a sus tropas el mayor respeto a las posesiones privadas de la población civil, resultaba evidente que la política de tierra arrasada significaba en la práctica empobrecer terriblemente a los habitantes de la zona devastada, que sufrieron conjuntamente con sus esclavos. De hecho, si bien la Unión procuraba alistar como soldados a los esclavos liberados, Sherman y sus tropas se abstuvieron de hacerlo pues la preocupación principal era abastecer a su ejército y consideraba el reclutamiento de esclavos como una carga indeseada.